# بعد هذا ثم بسبب هذا

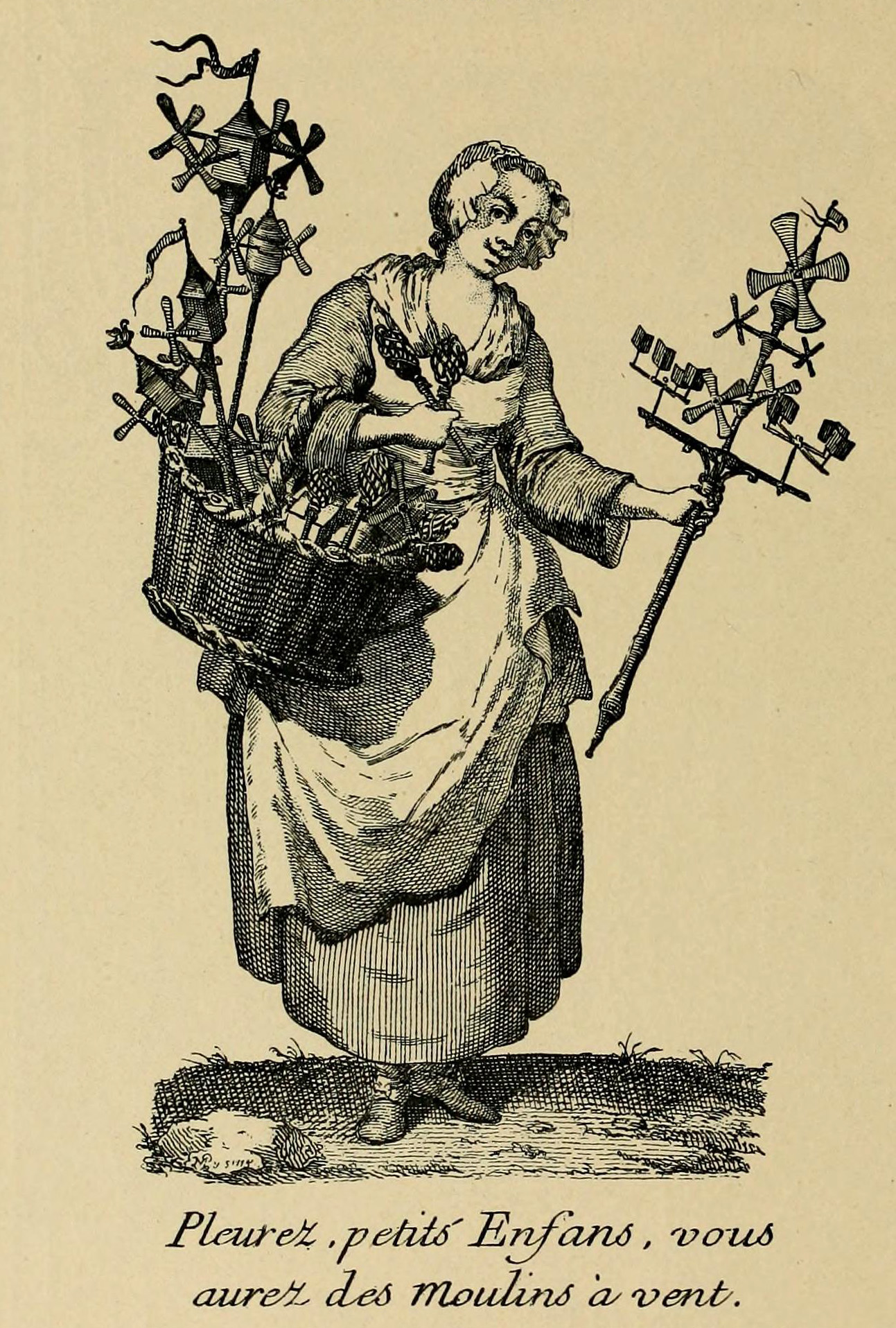

بعد هذا ثم بسبب هذا (بالإنجليزية: after this, therefore because of this)‏ وتعرف باللغة اللاتينية بـ ("post hoc ergo propter hoc ")، هي إحدى ل المغالطات الغير صورية المنطقية المشكوك فيها. وتنص هذه المغالطة على التالي («بما أن الحدث أ تبع الحدث ب، فيجب أن يكون الحدث أ سببًا للحدث ب.»). وتعني باختصار أن الحدث الذي يلي الحدث الآخر ما هو إلا نتيجة ضرورية للحدث السابق.
وهذه المغالطة تختلف تماماً عن المغالطة الشهيرة المعروفة بعبارة ("الارتباط لا يقتضي السببية") أو بصياغة أخرى («مع هذا، ثم بسبب هذا») والتي تعرف باللغة اللاتينية بـ ("cum hoc ergo propter hoc") حيث يقع حدثان في وقت واحد أو يكون الترتيب الزمني غير مهم أو غير مهم. مغالطة بعد هذا، ثم بسبب هذا هو خطأ مغر، لأن بسببها فإنه يوحي بوجود ارتباط بين الحدث الأول والحدث الثاني، وهذا الارتباط يبدو أنه يشير إلى السببية. تكمن المغالطة في هذا الاستنتاج، أن تحديد السبب استند فقط إلى ترتيب الأحداث، بدلاً من مراعاة العوامل الأخرى التي يحتمل أن تكون مسؤولة عن ذلك الحدث. والتي قد تنفي تسبب الحدث أ بوقوع الحدث ب.
مثال بسيط هو «صرير الديك قبل شروق الشمس مباشرة؛ ثم فإن الديك يؤدي إلى ارتفاع الشمس».

## النمط
يتم التعبير عن شكل المغالطة بالطريقة التالية:
- الحدث أ حدث، ثم الحدث ب حدث.
- لذلك الحدث أ تسببت في الحدث ب.

عندما يكون الحدث ب غير مرغوب فيه، فإنه غالباً ما يتم دمج هذا النمط مع المغالطة الصورية المتمثلة في نفي المقدمات أو كما تعرف باسم مغالطة الافتراض المعكوس، فتصبح المغالطة تَجَنُّبْ الحدث أ سوف يمنع وقوع الحدث ب.

## أمثلة
- ينتقل المستأجر إلى شقة جديدة ويختفي فرن المبنى. يلوم المدير وصول المستأجر. فالحدث الأول (وصول المستأجر) فقط يتبع الآخر (اختفاء الفرن)، في ظل غياب السببية واضح.[2]
- يقال أن لاعب كرة القدم البرازيلي بيليه ألقى باللوم على تراجع أدائه أثناء اللعب لأنه أعطى أحد المشجعين قميصًا معينًا للعب؛ بعد حصول على ذاك قميص تحسن أدائه. تم تحديد خسارة القميص سبباً لتراجع أداءه، وعودة القميص للاعب سبباً في شفاءه وتحسن مستواه. ومع ذلك، اكتشف لاحقًا أن القميص الذي تم إرجاعه لم يكن القميص الأصلي.[3]
- تردد اللقاحات، حيث يرى الآباء الأطفال المصابين بالتوحد بعد فترة قصيرة من تلقي اللقاحات، ويفترضون أن اللقاحات تسببت في مرض التوحد.[4]